# Edwin Aguilar
Edwin Enrique Aguilar Samaniego (Panama, 7 agosto 1985) è un ex calciatore panamense, di ruolo attaccante.

## Carriera

### Nazionale
Ha partecipato al campionato nordamericano Under-20 ed al Mondiale Under-20 nel 2005 ed alla CONCACAF Gold Cup nel 2007.

## Statistiche

### Cronologia presenze e reti in nazionale
| Cronologia completa delle presenze e delle reti in nazionale ― Panama | Cronologia completa delle presenze e delle reti in nazionale ― Panama | Cronologia completa delle presenze e delle reti in nazionale ― Panama | Cronologia completa delle presenze e delle reti in nazionale ― Panama | Cronologia completa delle presenze e delle reti in nazionale ― Panama | Cronologia completa delle presenze e delle reti in nazionale ― Panama | Cronologia completa delle presenze e delle reti in nazionale ― Panama | Cronologia completa delle presenze e delle reti in nazionale ― Panama |
| Data                                                                  | Città                                                                 | In casa                                                               | Risultato                                                             | Ospiti                                                                | Competizione                                                          | Reti                                                                  | Note                                                                  |
| --------------------------------------------------------------------- | --------------------------------------------------------------------- | --------------------------------------------------------------------- | --------------------------------------------------------------------- | --------------------------------------------------------------------- | --------------------------------------------------------------------- | --------------------------------------------------------------------- | --------------------------------------------------------------------- |
| 8-10-2005                                                             | Panama                                                                | Panama                                                                | 0 – 1                                                                 | Trinidad e Tobago                                                     | Qual. Mondiali 2006                                                   | -                                                                     | 67’                                                                   |
| 1-2-2007                                                              | Panama                                                                | Panama                                                                | 2 – 1                                                                 | Trinidad e Tobago                                                     | Amichevole                                                            | 1                                                                     | 81’                                                                   |
| 24-3-2007                                                             | Miami                                                                 | Haiti                                                                 | 3 – 0                                                                 | Panama                                                                | Amichevole                                                            | -                                                                     | Ingresso                                                              |
| 9-5-2007                                                              | Panama                                                                | Panama                                                                | 0 – 4                                                                 | Colombia                                                              | Amichevole                                                            | -                                                                     | 87’                                                                   |
| 22-8-2007                                                             | Panama                                                                | Panama                                                                | 2 – 1                                                                 | Guatemala                                                             | Amichevole                                                            | -                                                                     | 83’                                                                   |
| 12-9-2007                                                             | Puerto La Cruz                                                        | Venezuela                                                             | 1 – 1                                                                 | Panama                                                                | Amichevole                                                            | -                                                                     | 90’                                                                   |
| 14-10-2007                                                            | Tegucigalpa                                                           | Honduras                                                              | 1 – 0                                                                 | Panama                                                                | Amichevole                                                            | -                                                                     | 67’                                                                   |
| 7-6-2008                                                              | Valparaíso                                                            | Cile                                                                  | 0 – 0                                                                 | Panama                                                                | Amichevole                                                            | -                                                                     | 63’                                                                   |
| 14-6-2008                                                             | Panama                                                                | Panama                                                                | 1 – 0                                                                 | El Salvador                                                           | Qual. Mondiali 2010                                                   | -                                                                     | 55’                                                                   |
| 23-1-2009                                                             | Tegucigalpa                                                           | Costa Rica                                                            | 3 – 0                                                                 | Panama                                                                | Coppa delle nazioni UNCAF 2009 - 1º turno                             | -                                                                     | 74’                                                                   |
| 1-2-2009                                                              | Tegucigalpa                                                           | Costa Rica                                                            | 0 – 0 (3 – 5 dtr)                                                     | Panama                                                                | Coppa delle nazioni UNCAF 2009 - Finale                               | -                                                                     | 62’                                                                   |
| 31-3-2009                                                             | La Chorrera                                                           | Panama                                                                | 4 – 0                                                                 | Haiti                                                                 | Amichevole                                                            | -                                                                     | 61’                                                                   |
| 20-5-2009                                                             | Santa Fe                                                              | Argentina                                                             | 3 – 1                                                                 | Panama                                                                | Amichevole                                                            | -                                                                     | 63’                                                                   |
| 19-6-2009                                                             | Port-au-Prince                                                        | Haiti                                                                 | 1 – 1                                                                 | Panama                                                                | Amichevole                                                            | -                                                                     | 46’                                                                   |
| 20-1-2010                                                             | Coquimbo                                                              | Cile                                                                  | 2 – 1                                                                 | Panama                                                                | Amichevole                                                            | -                                                                     | 69’ 76’                                                               |
| 11-8-2010                                                             | Panama                                                                | Panama                                                                | 3 – 1                                                                 | Venezuela                                                             | Amichevole                                                            | 1                                                                     | 86’                                                                   |
| 7-9-2010                                                              | Panama                                                                | Panama                                                                | 3 – 0                                                                 | Trinidad e Tobago                                                     | Amichevole                                                            | 1                                                                     |                                                                       |
| 8-10-2010                                                             | Panama                                                                | Panama                                                                | 1 – 0                                                                 | El Salvador                                                           | Amichevole                                                            | -                                                                     | 66’                                                                   |
| 12-10-2010                                                            | Panama                                                                | Panama                                                                | 1 – 0                                                                 | Perù                                                                  | Amichevole                                                            | -                                                                     | 66’                                                                   |
| 26-10-2010                                                            | Panama                                                                | Panama                                                                | 0 – 3                                                                 | Cuba                                                                  | Amichevole                                                            | -                                                                     | 67’                                                                   |
| 18-12-2010                                                            | San Pedro Sula                                                        | Honduras                                                              | 2 – 1                                                                 | Panama                                                                | Amichevole                                                            | 1                                                                     | 82’                                                                   |
| 14-1-2011                                                             | Panama                                                                | Panama                                                                | 2 – 0                                                                 | Belize                                                                | Coppa centroamericana 2011 - 1º turno                                 | 1                                                                     | 83’                                                                   |
| 18-1-2011                                                             | Panama                                                                | Panama                                                                | 2 – 0                                                                 | El Salvador                                                           | Coppa delle nazioni UNCAF 2011 - 1º turno                             | 1                                                                     | 27’ 68’                                                               |
| 21-1-2011                                                             | Panama                                                                | Panama                                                                | 1 – 1 dts (2 – 4 dtr)                                                 | Costa Rica                                                            | Coppa delle nazioni UNCAF 2011 - Semifinale                           | -                                                                     | 82’                                                                   |
| 29-2-2012                                                             | Asunción                                                              | Paraguay                                                              | 1 – 0                                                                 | Panama                                                                | Amichevole                                                            | -                                                                     |                                                                       |
| 27-5-2012                                                             | Kingston                                                              | Giamaica                                                              | 0 – 1                                                                 | Panama                                                                | Amichevole                                                            | -                                                                     |                                                                       |
| 1-6-2012                                                              | Panama                                                                | Panama                                                                | 2 – 1                                                                 | Giamaica                                                              | Amichevole                                                            | -                                                                     | 86’                                                                   |
| 12-6-2012                                                             | Panama                                                                | Panama                                                                | 1 – 0                                                                 | Cuba                                                                  | Qual. Mondiali 2014                                                   | -                                                                     | 46’                                                                   |
| 15-8-2012                                                             | Loulé                                                                 | Portogallo                                                            | 2 – 0                                                                 | Panama                                                                | Amichevole                                                            | -                                                                     | 73’                                                                   |
| 1-6-2013                                                              | Panama                                                                | Panama                                                                | 1 – 2                                                                 | Perù                                                                  | Amichevole                                                            | -                                                                     | 69’                                                                   |
| 5-3-2020                                                              | Città del Guatemala                                                   | Guatemala                                                             | 0 – 2                                                                 | Panama                                                                | Amichevole                                                            | 1                                                                     | 88’                                                                   |
| Totale                                                                |                                                                       | Presenze                                                              | 31                                                                    |                                                                       | Reti                                                                  | 7                                                                     |                                                                       |